# Primo Nardello
Primo Nardello (Bisuschio, 1º gennaio 1937 – Porto Ceresio, 11 maggio 2023) è stato un ciclista su strada italiano.
Professionista dal 1963 al 1965, conta una vittorie di tappa alla Volta Ciclista a Catalunya. Era lo zio di Daniele Nardello e Luca Nardello, entrambi ex ciclisti professionisti.

## Carriera
Nardello si mise in luce tra i dilettanti, particolarmente al Giro di Jugoslavia del 1962 e al Campionato nazionale del 1963, dove giunse secondo. Questi risultati gli permisero di passare professionista nell'ottobre del 1963.
Nonostante la breve carriera, seppe ottenere quattro affermazioni, di cui due tappe alla Volta Ciclista a Catalunya; nel suo palmarès anche un 53º posto nell'unico Giro d'Italia disputato nel 1964.

## Palmarès
- 1956 (dilettanti)

Targa Libero Ferrario
- 1962 (dilettanti, cinque vittorie)

Giro d'Abruzzo
2ª tappa Giro delle Provincie del Lazio (Latina > Sora)
1ª tappa Giro di Jugoslavia (Skopje > Skopje)
7ª tappa Giro di Jugoslavia (Brod > Banja Luka)
9ª tappa Giro di Jugoslavia (Zagabria > Delnice)
- 1963 (dilettanti, una vittoria)

Coppa San Geo
- 1964 (Ignis, due vittorie)

Barcellona-Andorra
1ª tappa, 1ª semitappa Volta Ciclista a Catalunya (Castelldefels > Barcellona)
- 1965 (Ignis, una vittoria)

8ª tappa Vuelta a Andalucía (La Línea > Malaga)

## Piazzamenti

### Grandi giri
- Giro d'Italia

1964: 53º

### Classiche
- Milano-Sanremo

1964: 38º
- Giro di Lombardia

1963: 42º